# Samuelsson & Bonnier

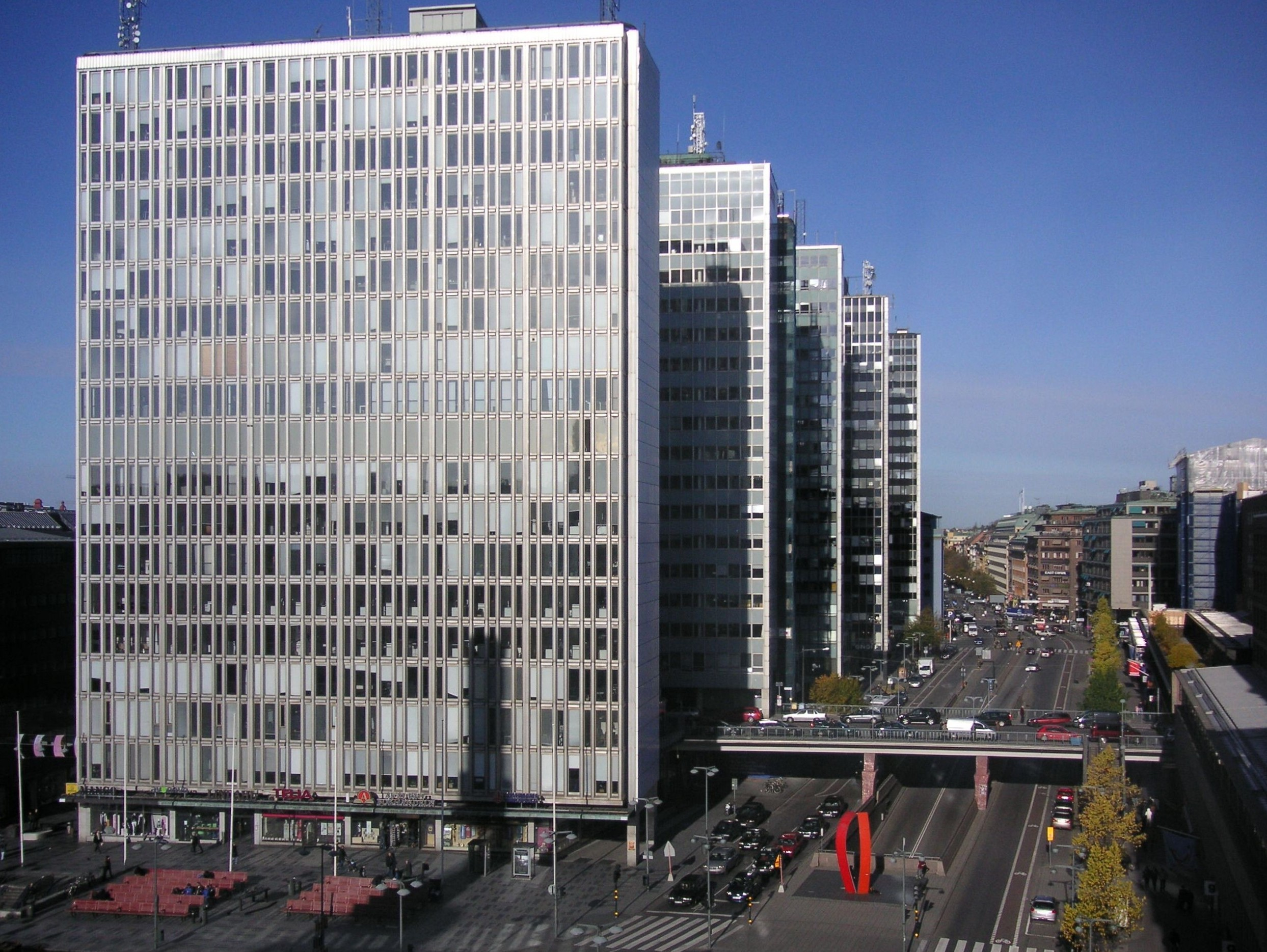
Femte Hötorgsskrapan närmast i bild, sedd från Kulturhuset, 2007.

Samuelsson & Bonnier var ett av de tio största byggbolagen i Sverige under 1960-talet.

## Historik

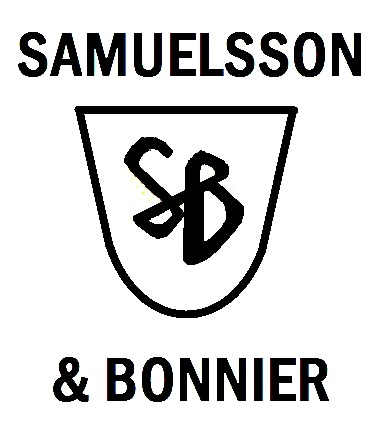
Grundat 1945.

Företaget grundades 1945 och blev aktiebolag 1956. Samuelsson & Bonnier byggde bland annat femte Hötorgsskrapan, närmast Sergels torg, parkeringshuset P-Centrum vid Mäster Samuelsgatan, större delarna av Löwenströmska lasarettet och Danderyds sjukhus. I Marieberg vid Wivalliusgatan uppförde företaget under åren 1960–1961 ett stort bostadskomplex i kvarteret Kattuntryckeriet. Huset ritades av arkitekt Gustaf Samuelsson.
Ägare var bland andra Nils T. Bonnier, son till Thure Bonnier. Moderbolag var AB Centrumfastigheter, som finns än i dag och ingår i Ekonorkoncernen, som ägs av familjen Samuelsson.